# Silvana Gallardo
Silvana Gallardo (* 13. Januar 1953 in New York City, New York; † 2. Januar 2012 in Louisville, Kentucky) war eine US-amerikanische Schauspielerin.

## Leben
Silvana wuchs in der South Bronx auf. Ihre Vorfahren stammten aus Venezuela. Sizilien und Kuba. Außerdem hatte sie auch indianische Vorfahren.
Silvana Gallardo hatte Auftritte in Fernsehserien wie Starsky & Hutch, Quincy, Kojak, Golden Girls und ER.
Von 1981 bis 1982 spielte sie eine immer wiederkehrende Nebenrolle in Falcon Crest.
Ihren letzten Fernsehauftritt hatte sie 2009 in der TV-Serie Cincy Entertainment.
1980 heiratete sie den US-amerikanischen Schauspieler Billy Drago. Mit ihm war sie bis zu ihrem Tode verheiratet. Gallardo starb am 2. Januar 2012 im Jewish Hospital, Louisville, Kentucky an Krebs.

## Filmografie
- 1981: Windwalker
- 1982: Der Mann ohne Gnade (Death Wish II)
- 1981–1982 Falcon Crest als Alicia Nuñez
- 1988: Mächte des Grauens (Out of the Dark)
- 1990: Starfire (Solar Crisis)
- 2004: Worn Like a Tattoo (Kurzfilm)